# Butjärnen (Malungs socken, Dalarna, 674283-139859)
Butjärnen är en sjö i Malung-Sälens kommun i Dalarna och ingår i Dalälvens huvudavrinningsområde.